# Іст-Мілтон (Флорида)
Іст-Мілтон (англ. East Milton) — переписна місцевість (CDP) в США, в окрузі Санта-Роза штату Флорида. Населення — 14 309 осіб (2020).

## Географія
Іст-Мілтон розташований за координатами 30°37′2″ пн. ш. 86°57′52″ зх. д. / 30.61722° пн. ш. 86.96444° зх. д. (30.617223, -86.964336).  За даними Бюро перепису населення США в 2010 році переписна місцевість мала площу 78,11 км², з яких 74,62 км² — суходіл та 3,49 км² — водойми.

## Демографія
Згідно з переписом 2010 року, у переписній місцевості мешкали 11 074 особи в 2987 домогосподарствах у складі 2133 родин. Густота населення становила 142 особи/км².  Було 3395 помешкань (43/км²).
Расовий склад населення:
| - 76,1 % — білих - 19,5 % — чорних або афроамериканців - 0,9 % — корінних американців - 0,5 % — азіатів - 0,1 % — вихідців з тихоокеанських островів |

До двох чи більше рас належало 2,3 %. Частка іспаномовних становила 4,1 % від усіх жителів.
За віковим діапазоном населення розподілялося таким чином: 16,9 % — особи молодші 18 років, 73,5 % — особи у віці 18—64 років, 9,6 % — особи у віці 65 років та старші. Медіана віку мешканця становила 36,9 року. На 100 осіб жіночої статі у переписній місцевості припадало 176,2 чоловіків;  на 100 жінок у віці від 18 років та старших — 198,7 чоловіків також старших 18 років.
Середній дохід на одне домашнє господарство  становив 55 089 доларів США (медіана — 43 060), а середній дохід на одну сім'ю — 57 676 доларів (медіана — 46 221). Медіана доходів становила 45 758 доларів для чоловіків та 32 042 долари для жінок. За межею бідності перебувало 34,7 % осіб, у тому числі 53,7 % дітей у віці до 18 років та 16,9 % осіб у віці 65 років та старших.
Цивільне працевлаштоване населення становило 2683 особи. Основні галузі зайнятості: освіта, охорона здоров'я та соціальна допомога — 17,6 %, будівництво — 16,4 %, роздрібна торгівля — 11,5 %, науковці, спеціалісти, менеджери — 10,8 %.